# Air France

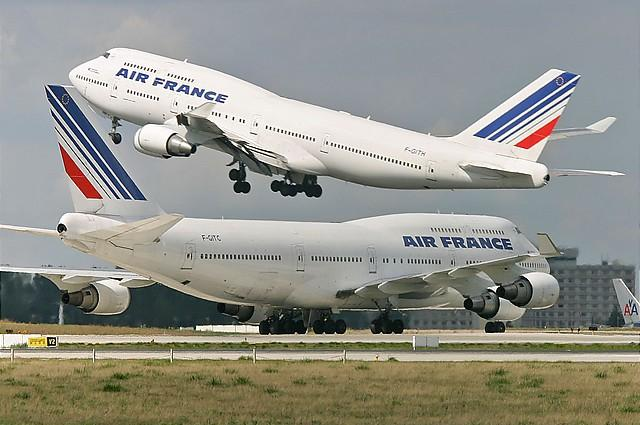
2 st Boeing 747 från Air France

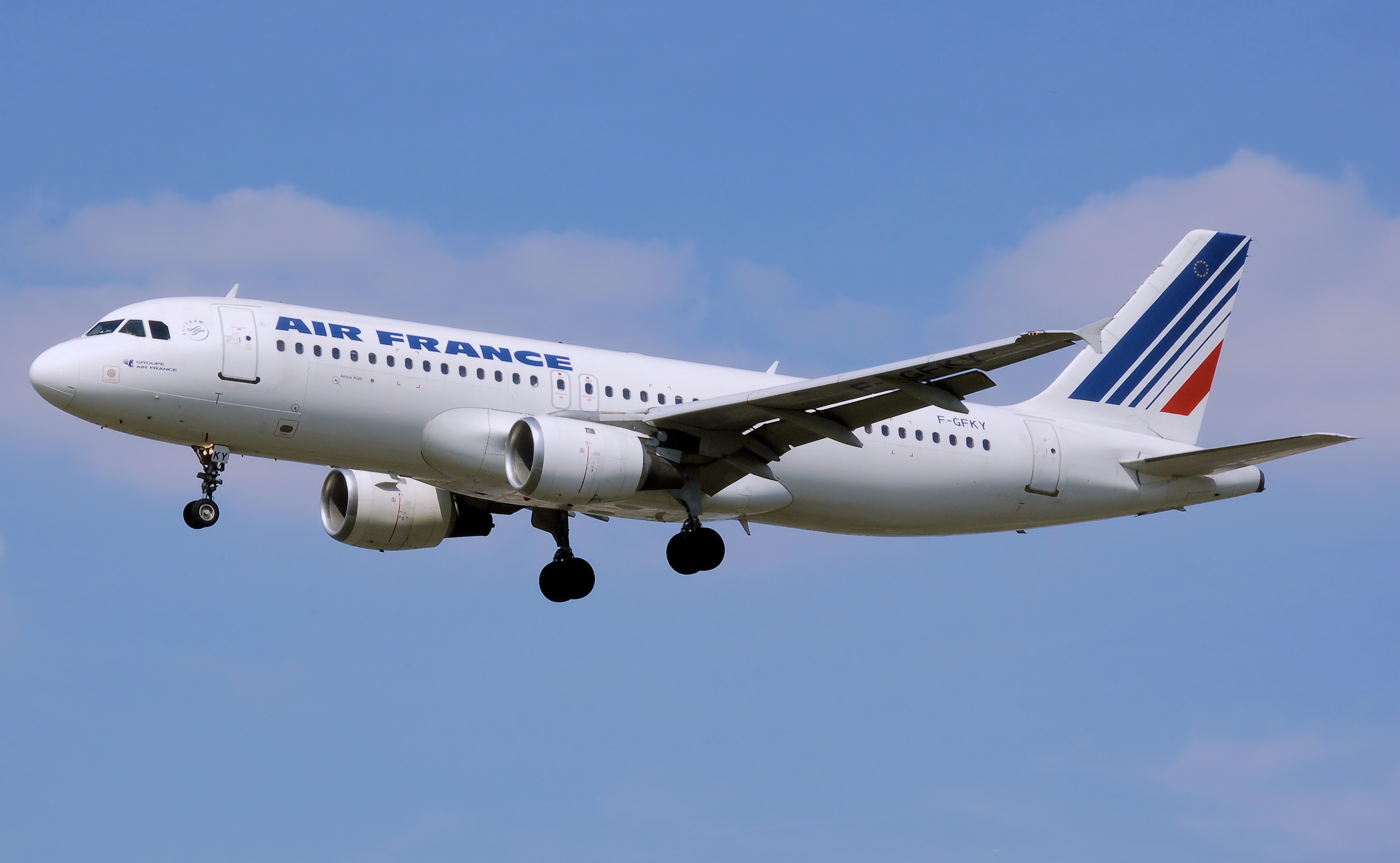
En Airbus 320 från Air France

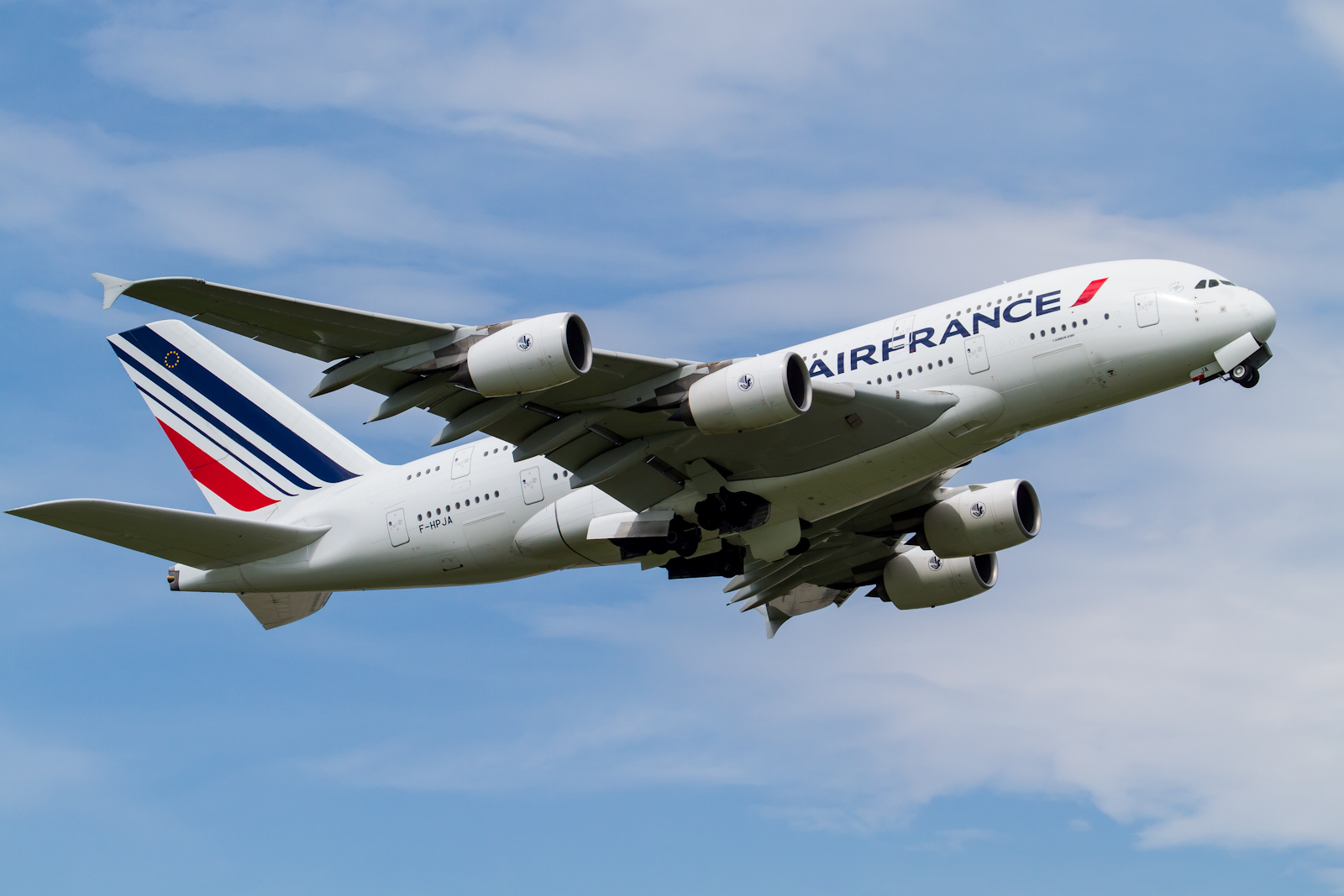
Ett Air France Airbus A380 - plan vid Narita flygplats i Tokyo

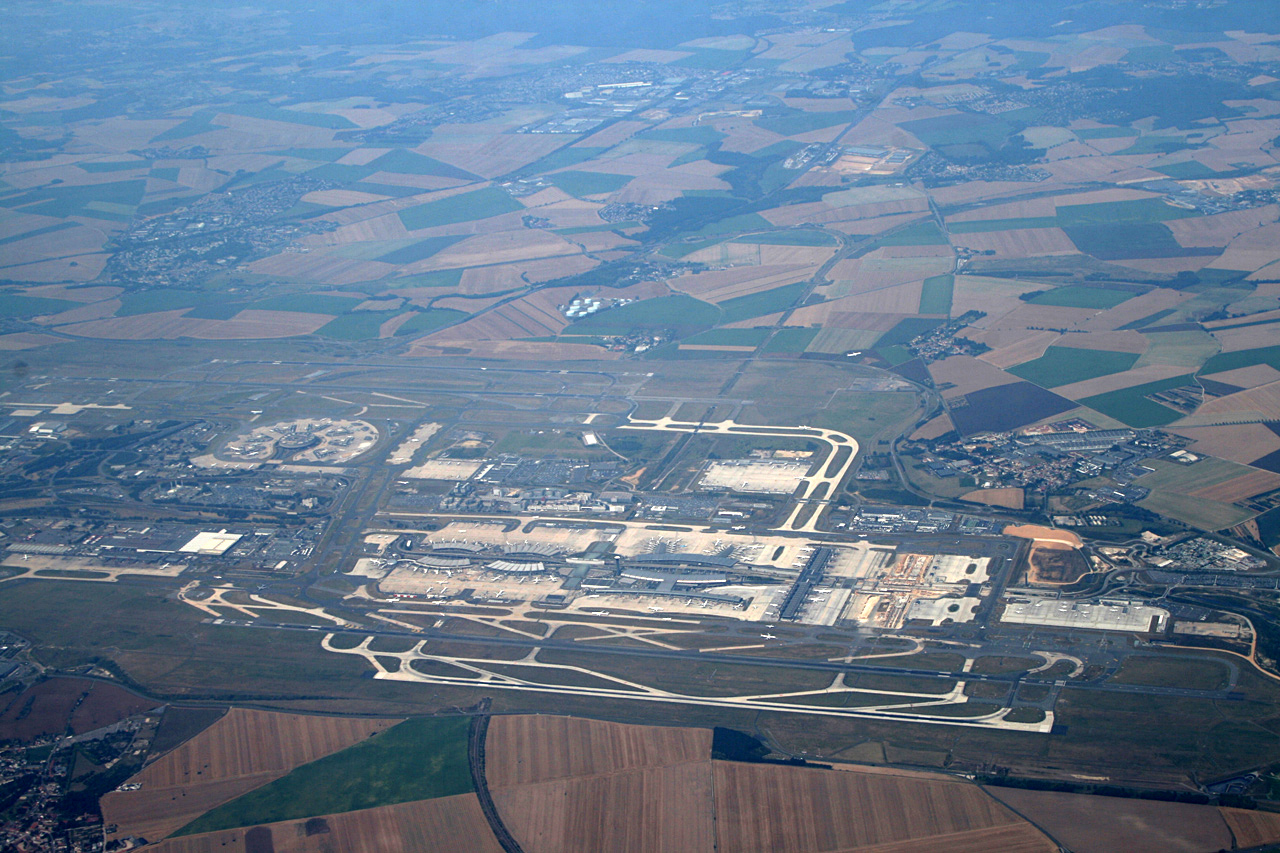
Högkvarteret ligger på Paris-Charles de Gaulle flygplats

Air France är ett franskt flygbolag, dotterbolag till Air France-KLM. Air France bildades 1933 och fusionerades under 2004 med KLM, och bildade världens då största flygbolag, Air France-KLM. Air France äger även flera regionala dotterbolag (Régional, Britair, Transavia France och Cityjet).

## Flotta

### Nuvarande flotta

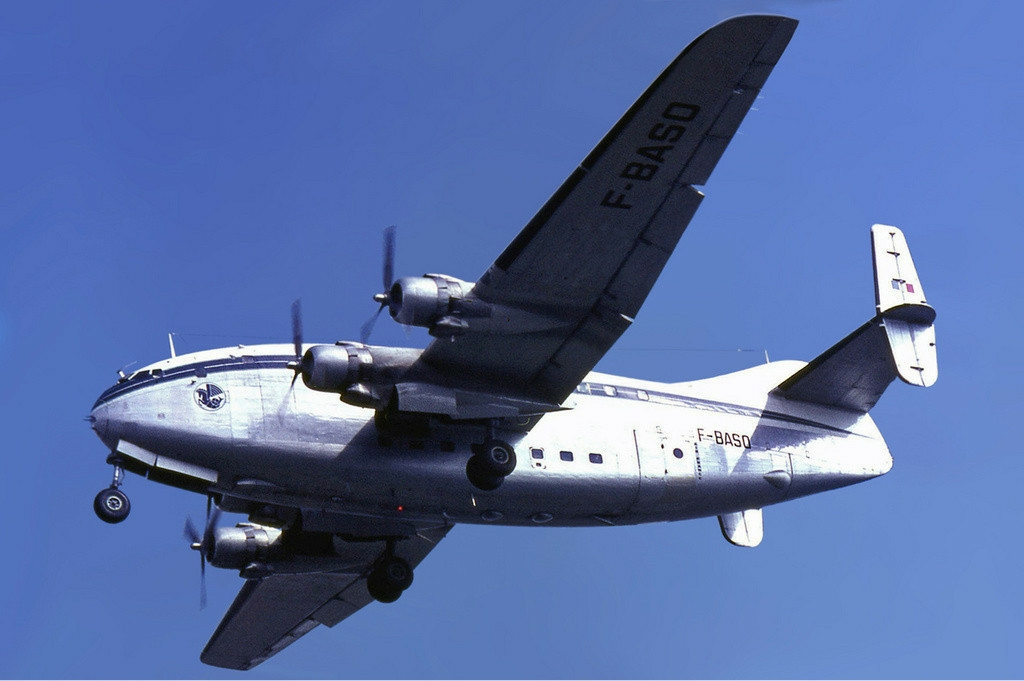
En Bréguet Br.763 Provence från Air France, Berlin-Tempelhof 1966

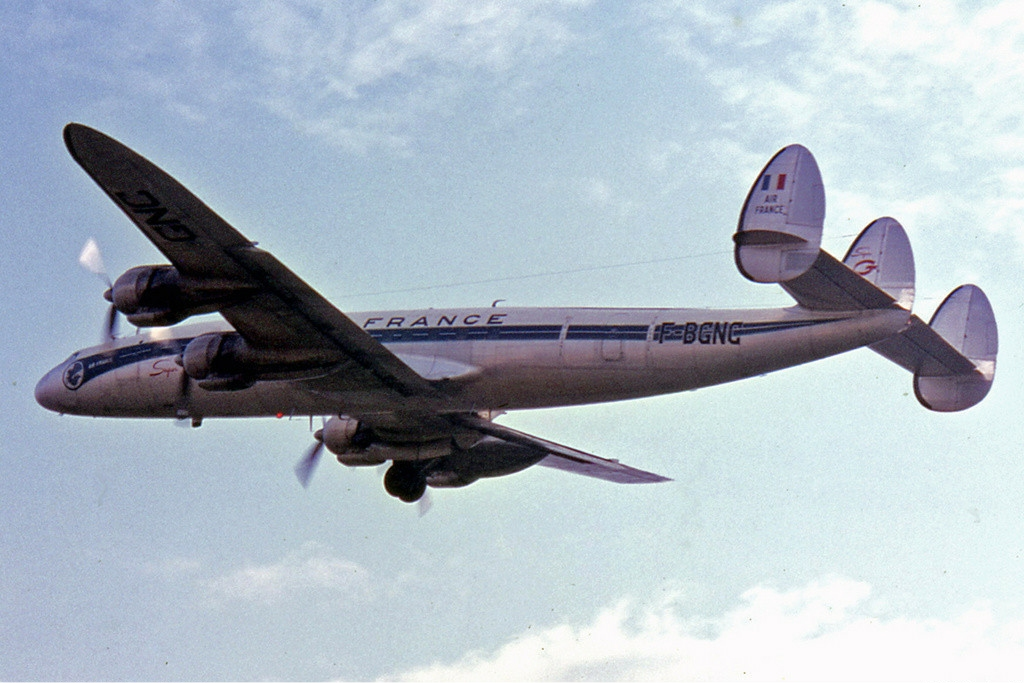
En Lockheed L-1049G Super Constellation från Air France, Berlin-Tempelhof 1966

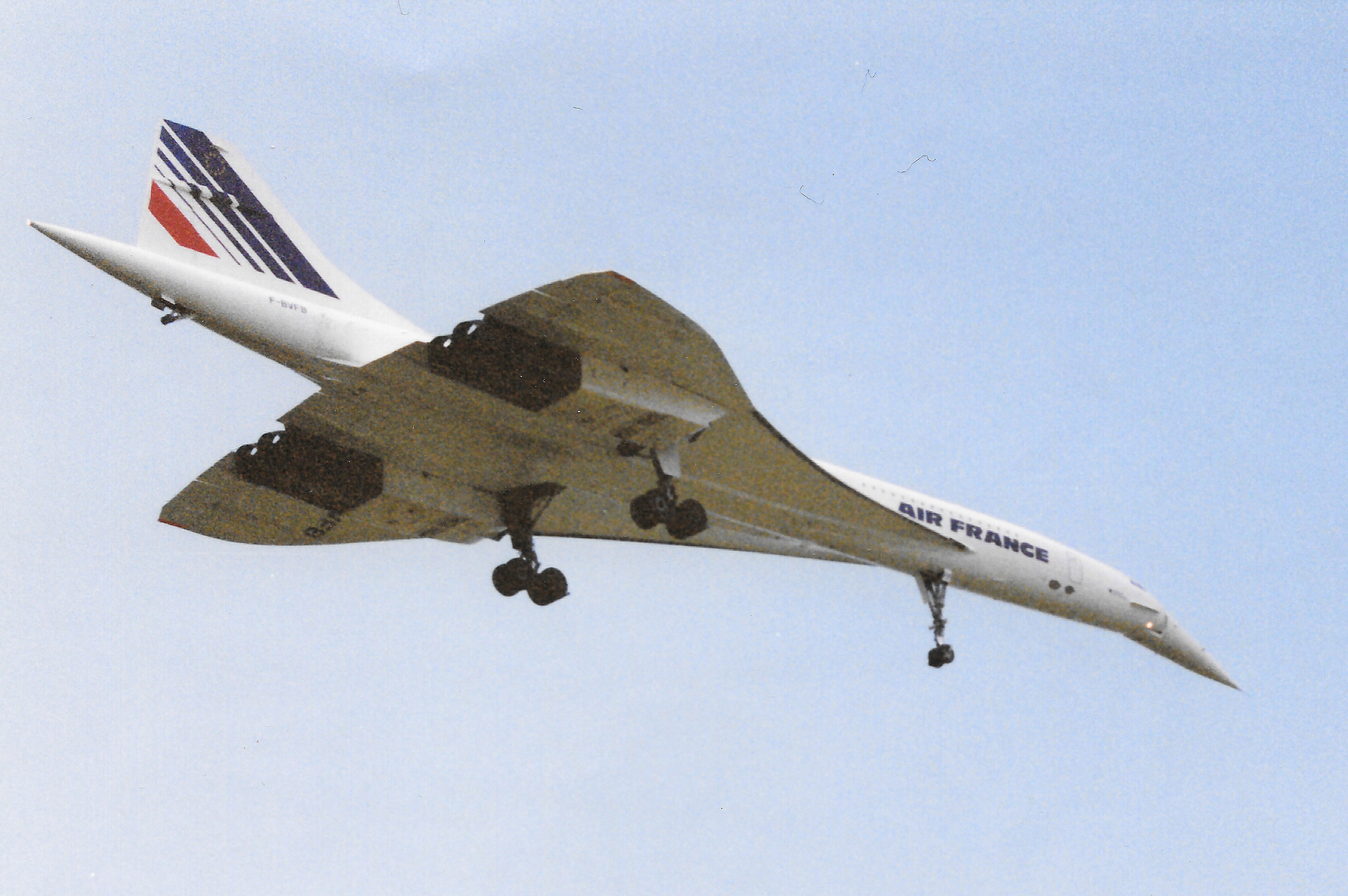
En Concorde från Air France, Paris-Charles de Gaulle 2003

| Aircraft          | Antal | Order | Options | Passagerare (First/ Business/ (Premium) Economy) | Linjer                | Övrigt                                                             |
| ----------------- | ----- | ----- | ------- | ------------------------------------------------ | --------------------- | ------------------------------------------------------------------ |
| Airbus A318-100   | 18    | 2     | 0       | 123 (0/0/123)                                    | Kort och medeldistans |                                                                    |
| Airbus A319-100   | 40    | 0     | 0       | 142 (0/0/142)                                    | Kort och medeldistans |                                                                    |
| Airbus A319LR     | 4     | 0     | 0       | 79 (0/28/51)                                     | Riktade tjänster      | Endast Business & Premium Economy-klass                            |
| Airbus A320-200   | 49    | 11    |         | 165 (0/0/165)                                    | Kort och medeldistans |                                                                    |
| Airbus A321-100   | 5     | 0     | 0       | 206 (0/0/206)                                    | Kort och medeldistans | Kommer att bli ersatt av Airbus A321-200                           |
| Airbus A321-200   | 25    | 1     | 0       | 200 (0/0/200)                                    | Kort och medeldistans |                                                                    |
| Airbus A330-200   | 15    | 0     | 0       | 219 (0/40/179)                                   | Långdistans           |                                                                    |
| Airbus A340-300   | 13    | 0     | 0       | 272 (0/36/236) 289 (0/30/259)                    | Långdistans           |                                                                    |
| Airbus A350-900   | 0     | 18    | ?       | ? (?/?/?)                                        | Långdistans           | Leverans påbörjas 2017                                             |
| Airbus A380-800   | 10    | 5     | 2       | 538 (9/80/449)                                   | Långdistans           |                                                                    |
| Boeing 747-400    | 17    | 0     | 0       | 474 (0/17/457)                                   | Långdistans           | Tas ur flottan: 2013 6 kommer att omvandlas till Boeing 747-400BCF |
| Boeing 777-200ER  | 25    | 0     | 0       | 264 (4/49/211)                                   | Långdistans           |                                                                    |
| Boeing 777-300ER  | 37    | 3     | 0       | 310 (8/67/235) 472 (14/36/422)                   | Långdistans           | Lanseringskund                                                     |
| Air France Cargo  |       |       |         |                                                  |                       |                                                                    |
| Boeing 747-400BCF | 4     | 6     | 0       | Frakt                                            | Frakt                 |                                                                    |
| Boeing 747-400ERF | 4     | 0     | 0       | Frakt                                            | Frakt                 |                                                                    |
| Boeing 777F       | 2     | 3     | 3       | Frakt                                            | Frakt                 | Lanseringskund                                                     |

### Historisk flotta
- Airbus A300
- Airbus A310
- Airbus A340-200
- Boeing 707
- Boeing 727
- Boeing 737-200, -300, -500
- Boeing 747-100, -200, -300, -400
- Boeing 767
- Bréguet Br.763 Provence
- Sud Aviation Caravelle
- Concorde
- De Havilland Comet 1
- Douglas DC-3/C-47
- Douglas DC-4
- Douglas DC-6
- Douglas DC-10
- Fokker F-27 Friendship
- Fokker F28
- Fokker 100
- Junkers Ju 52/3m (Amiot AAC 1 Toucan)
- Latécoère 631
- Lockheed L-049 Constellation
- Lockheed L-749 Constellation
- Lockheed L-1049 Super Constellation
- Lockheed L-1649 Starliner
- SNCASE Languedoc
- Sud-Ouest Bretagne
- Transall C-160
- Vickers Viscount

## Incidenter
- Den 11 september 1968, flög en Caravelle III från Sud Aviation som flight AF1611 inrikes mellan Ajaccio, Korsika och Nice. Planet störtade i havet och alla 95 ombord omkom. Orsaken var brand i bakre delen av kabinen.
- Den 20 april 1998 havererade ett Air France plan från Bogotá, Colombia, till Quito, Ecuador, i ett berg. Alla 53 ombord omkom.
- Den 24 december 1994 kapades Air France flight AF8969 av Armed Islamic Group på Algers flygplats. Planet fick till slut tillstånd att lyfta till Marseille där Frankrikes nationella insatsstyrka GIGN så småningom lyckades skjuta kaparna. Totalt dödades 3 passagerare och 15 skadades.
- Den 25 juli 2000 störtade Air France flight 4590, en Concorde som utförde en charterflygning från Paris till New York. En tank sprang läck på grund av ett exploderat hjul under starten. Det orsakade brand och bortfall av två motorer. Alla 109 ombord omkom.
- Den 1 juni 2009 försvann Air France Flight 447, en Airbus A330-200 (registrering F-GZCP), som under en flygning från Rio de Janeiro till Paris med 228 personer ombord förlorade kontakten med flygledningen när den befann sig över Atlanten. En del vrakdelar och 50 omkomna påträffades i havet utanför den brasilianska ögruppen Fernando de Noronha. En av de svarta lådorna plockades upp ur havet först i april 2011.[3]

Air France har till och med den 1/6-2009 råkat ut för 149 incidenter.

## Kabinklasser

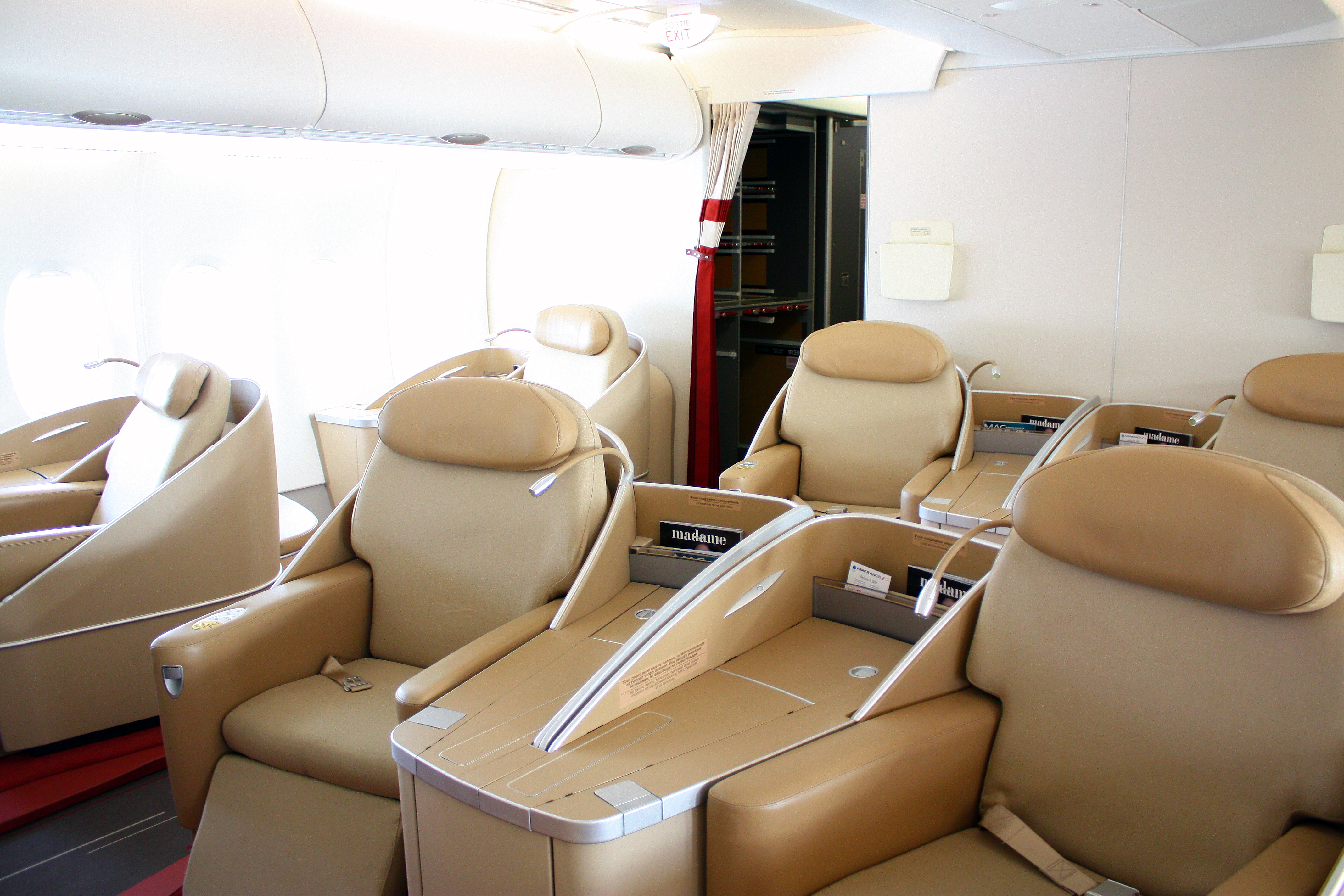
La Première (first class)

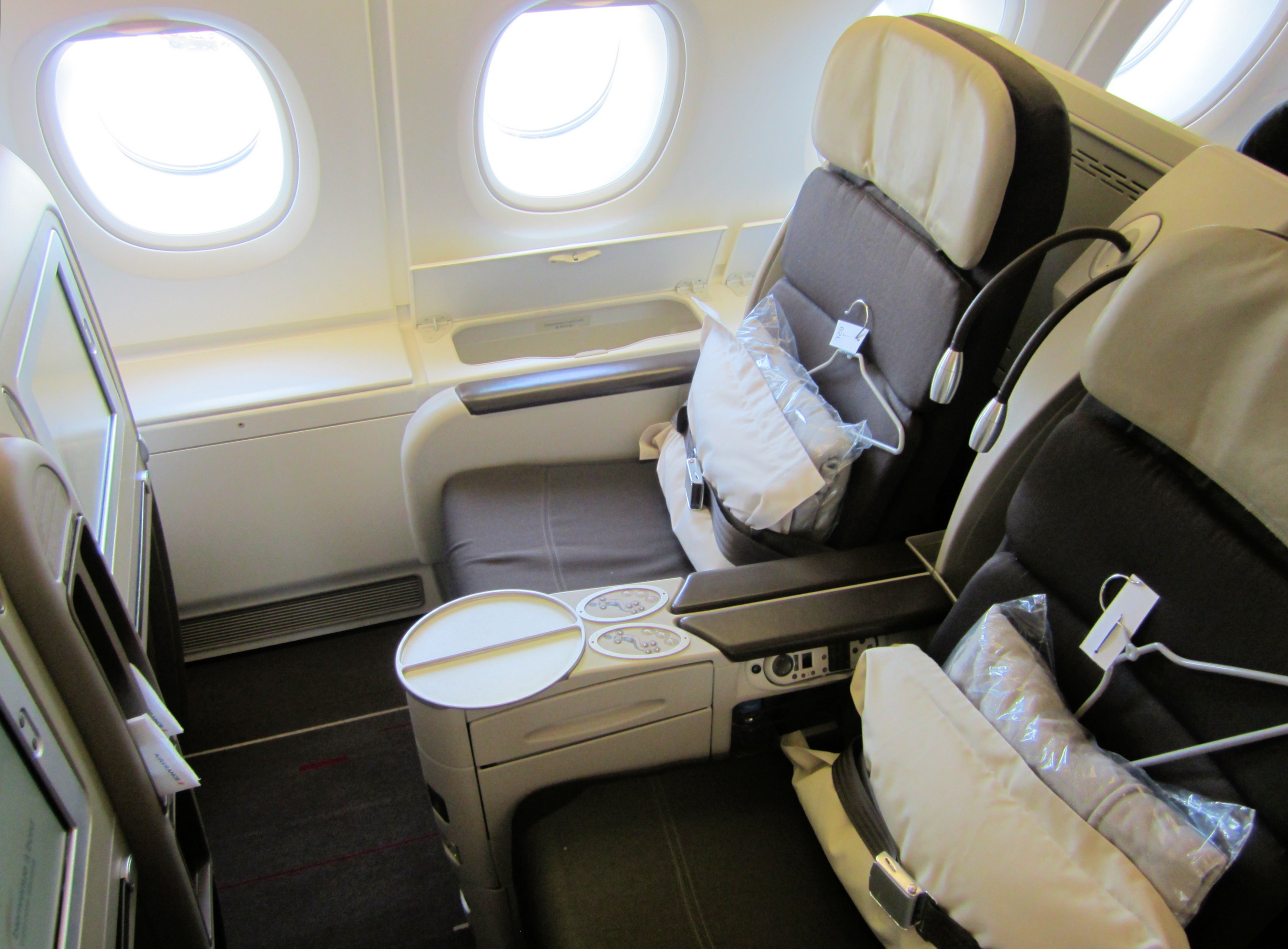
Affaires (Business class)

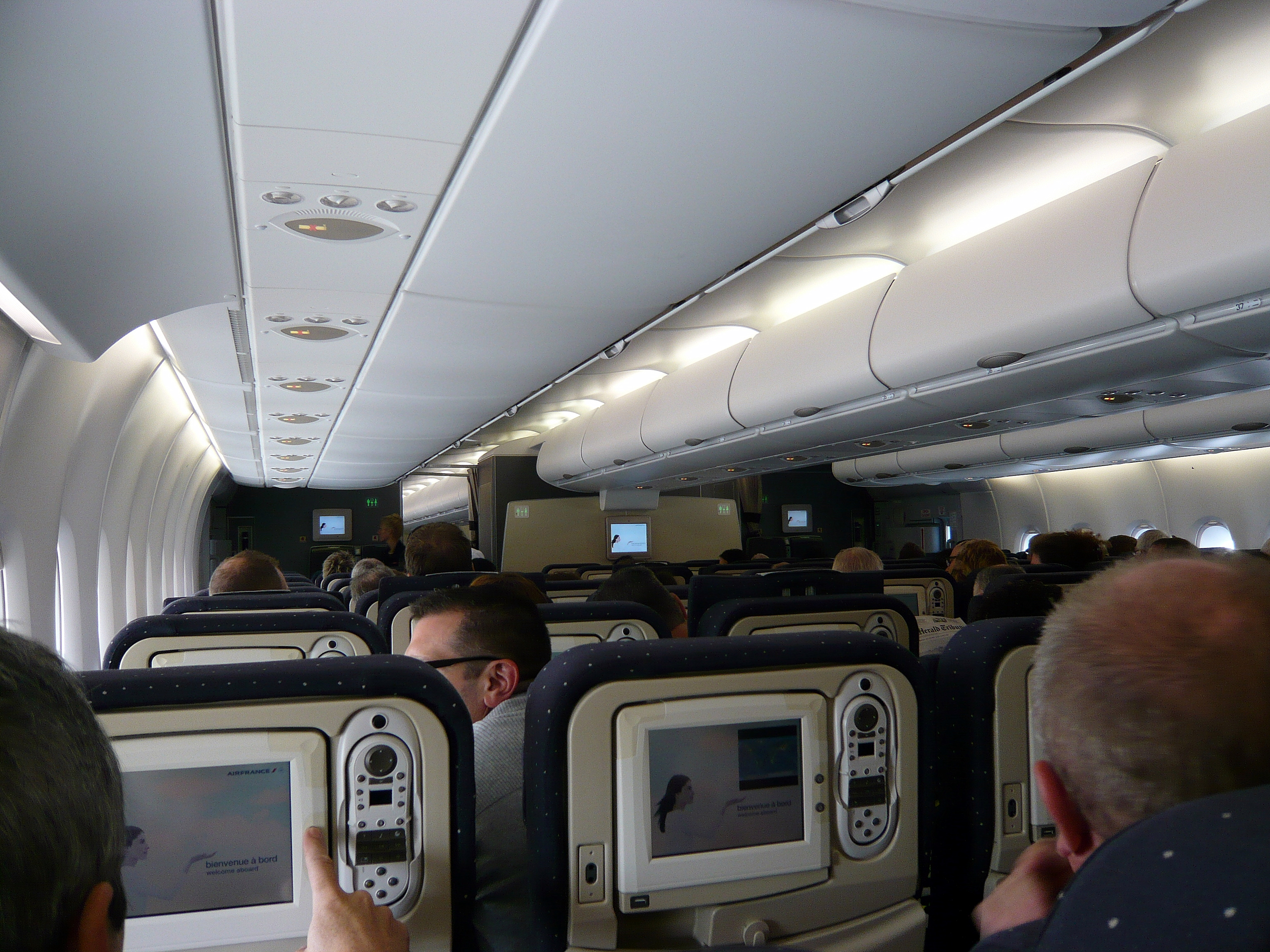
Voyageur (Ekonomiklass) i en Airbus A380

### La Première
La Première (före detta L'Espace Première) är Air Frances första klass. Klassen finns endast i Boeing 777-200ER, Boeing 777-300ER och i Airbus A380

### Alizé
Alizé är Air Frances premium economy class som finns på flygningar till Karibien och Indiska Oceanen

### Premium Voyageur
Premium Voyageur är en ny klass som ska bli installerad på Boeing 777-300ER hösten/vintern 2009/2010. Fyra rader med 2-4-2 säten i bredd kommer installeras med 38" i stolsbredd. Totalt kommer varje Boeing 777-300ER att ha 32 Premium Voyageur säten ombord.

### Voyageur
Voyageur (före detta Tempo) är Air Frances ekonomiklass. Klassen finns installerad på alla Air Frances flygplanstyper utom Airbus A319LR. Den nyaste versionen av Voyageur finns i Boeing 777-300ER.